# 板峡水库
板峡水库，位于中国广西壮族自治区桂林市永福县东南部，是堡里河上游的一座中型水库，1975年动工兴建，1991年竣工蓄水。水库控制流域面积148.8平方千米，库容8740立方米，水面面积3.47平方千米。大坝为混凝土砌石双曲拱坝，最大坝高60.3米，坝顶中心弧长193米。水库具有多年调节能力，用以防洪、灌溉，兼顾发电和旅游。水库灌溉永福县堡里、广福和永福3个乡镇农田2067公顷。坝后电站装机容量2400千瓦，跌水电站装机容量200千瓦，年均总发电量610万千瓦时。